# ماریا کاراپتیان
ماریا ادواردی کاراپتیان (ارمنی: Մարիա Էդվարդի Կարապետյան؛ زادهٔ ۲۰ فوریهٔ ۱۹۸۸) یک سیاستمدار اهل ارمنستان است که از تاریخ ۲۰۱۹ تا کنون سمت نمایندگی دوره‌های هفتم و هشتم مجلس ملی جمهوری ارمنستان را برعهده دارد.

## زندگی‌نامه
در ۲۰ فوریهٔ ۱۹۸۸ در وانادزور به دنیا آمد و از دانشگاه دولتی زبان‌ها و علوم اجتماعی بروسوف ایروان فارغ‌التحصیل شد. 